# Regina Beckhaus

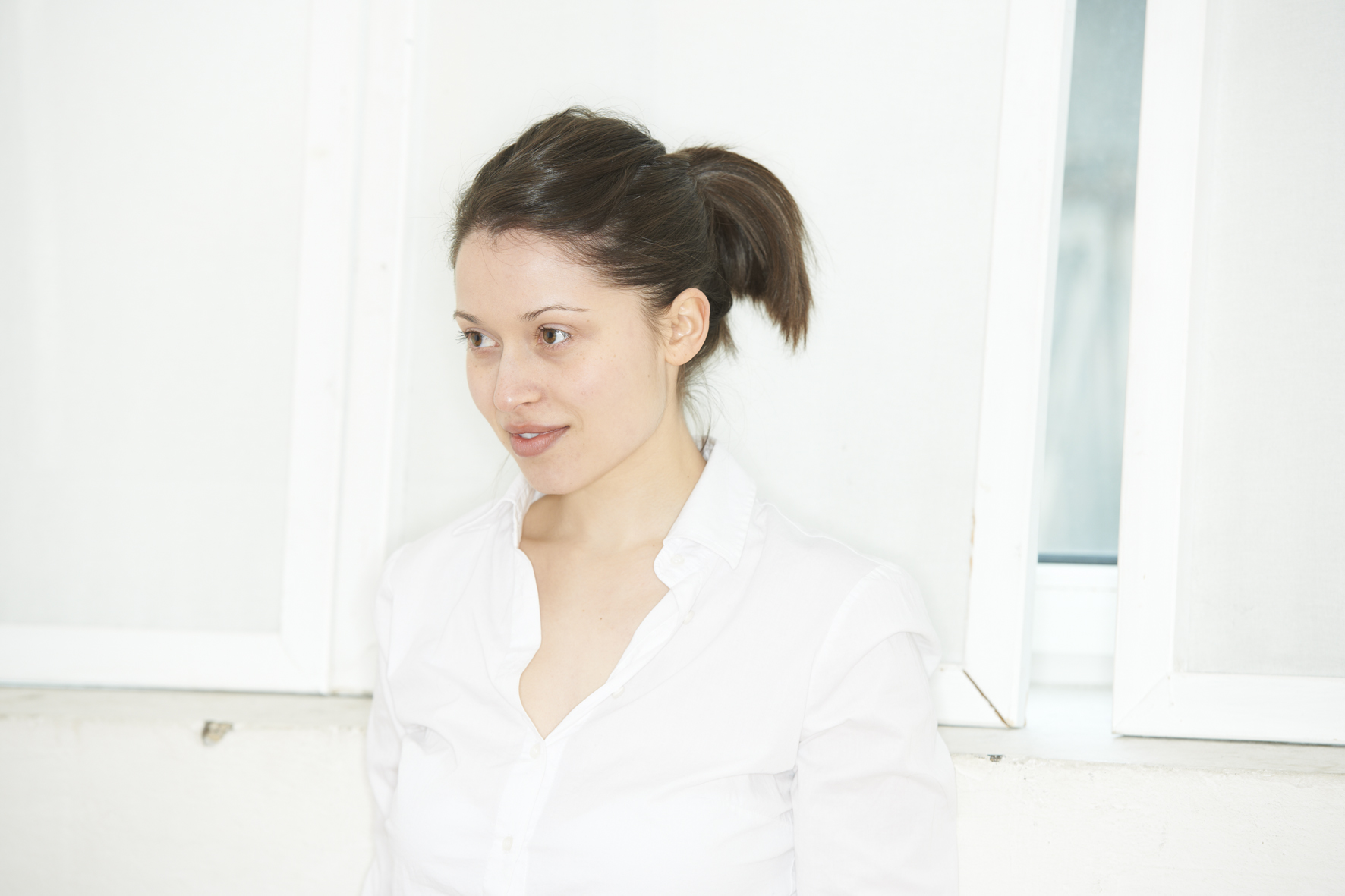
Regina Beckhaus

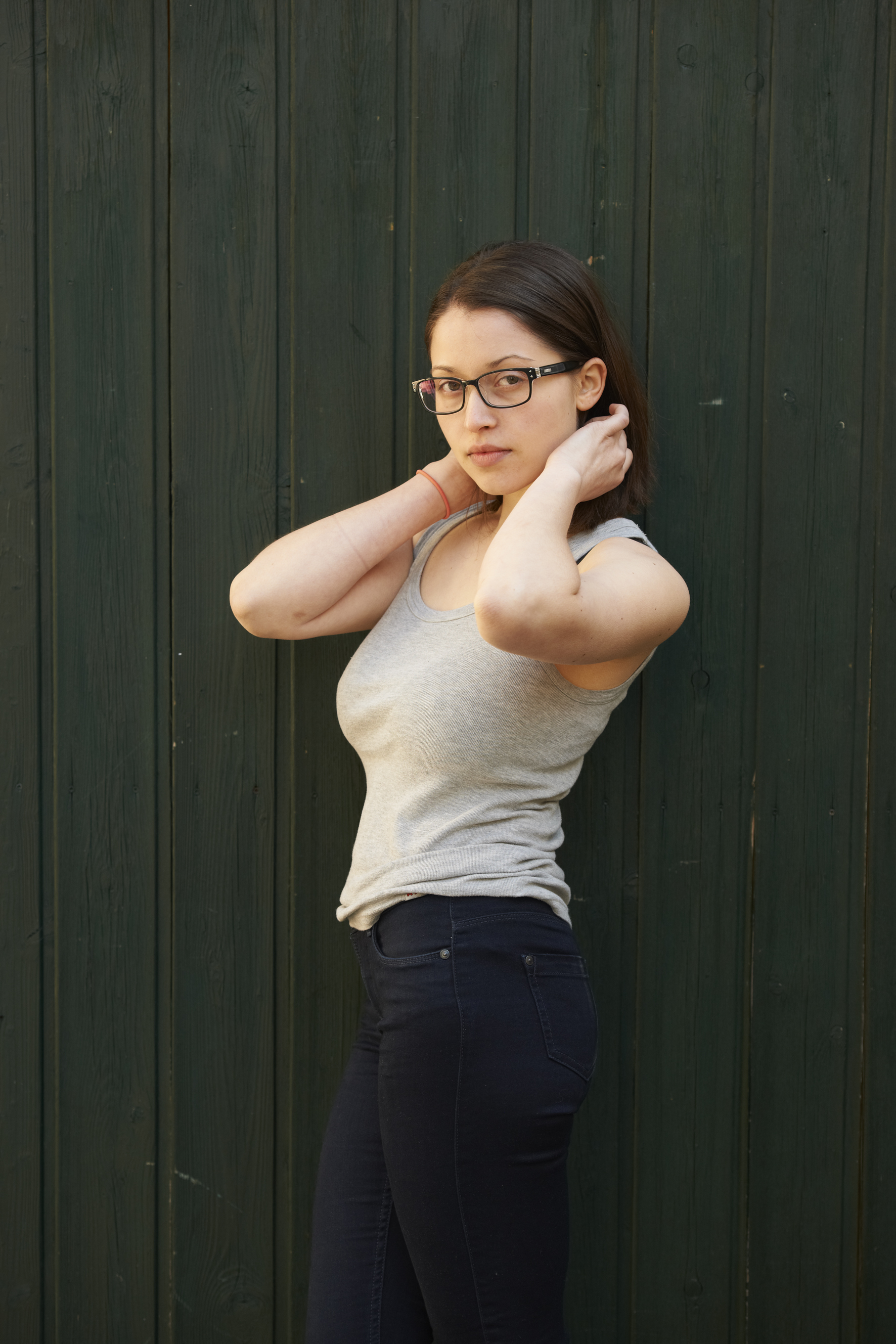
Regina Beckhaus

Regina Maria Iris Beckhaus (* 31. Dezember 1992 in Würzburg, Deutschland) ist eine deutsch-amerikanische Synchronsprecherin und Schauspielerin.

## Werdegang
Regina Beckhaus kam als Tochter einer deutschen Erzieherin und eines in Deutschland stationierten puerto-ricanischen US-Soldaten in Würzburg auf die Welt. Aufgrund der Herkunft ihres Vaters wuchs sie zweisprachig (deutsch, englisch) auf.
Bis zum 16. Lebensjahr tanzte sie professionell u. a. in Schweinfurt, Würzburg und München. Mit 12 Jahren begann sie zudem professionellen Gesangsunterricht zu nehmen. Im Anschluss folgten diverse Gesangsauftritte. Aufgrund der Liebe zum Theater und Tanz entschloss sie sich für eine professionelle Ausbildung zur Schauspielerin in München. Diese Ausbildung beendete sie mit einem Abschluss als staatlich anerkannte Schauspielerin. Es folgten verschiedene Rollen im Schauspiel.
Während ihrer Schauspielausbildung arbeitete Regina Beckhaus als Sprecherin für Imagefilme. Anfang 2014 erkannte ein Synchronregisseur ihr Talent zum Sprechen und Regina Beckhaus wandte sich fortan dem Synchronsprechen zu.
Seitdem arbeitet sie als deutsche Synchronsprecherin, als Nativ-Sprecherin für amerikanische Produktionen und leiht Werbefilmen, deutschen Kinoproduktion und -trailern sowie Videospielen ihre Stimme. Zudem ist sie als Schauspielerin in der Film/Werbebranche tätig und wirkte bei diversen Produktionen mit.

## Filmografie (Auswahl)
- 2012: JAin
- 2013: Rückkehr
- 2017: Hard Way
- 2021: Werbespot: precon

## Synchronrollen (Auswahl)

### Filme
- 2014: Lauren Macklin (als Rachel Anslow) in Wie schreibt man Liebe?
- 2014: Chloe Bennet (als Chase) in Tinkerbell und die Legende vom Nimmerbiest
- 2015: Brenna D’Amico (als Jane) in Descendants – Die Nachkommen
- 2015: Holly Earl (als Florence Lascelles) in Königin der Wüste
- 2015: Kimberley Drummond (als Caroline) in Magic Mike XXL
- 2015: Teresa Palmer (als Samsara) in Point Break
- 2015: Cynthia Spillman (als Glinda) in Rettet Oz
- 2016: Shay Mitchell (als Tina) in Mother’s Day – Liebe ist kein Kinderspiel
- 2016: Millie Brady (als Mary Bennet) in Stolz und Vorurteil und Zombies
- 2017: Brenna D’Amico (als Jane) in Descendants 2 – Die Nachkommen
- 2017: Michelle Mylett (als Kate Daniels) in El Camino Christmas
- 2017: Jazmyn Richardson (als Sugar Morey) in Cool Girls
- 2017: Katie Leigh (als Patricks Mutter) in Monster Island – Kampf der Giganten
- 2018: Aleque Reid (als Anna) in Insidious: The Last Key
- 2018: Alexandra Shipp (als Studentin Anna) in Spinning Man – Im Dunkel deiner Seele
- 2018: Holly G. Frankel (als Millicent) in Die Berufung – Ihr Kampf für Gerechtigkeit
- 2019: Hanna Mangan Lawrence (als Mia) in Sweetheart
- 2019: Ana de Armas (als Sofia Hoffman) in The Informer
- 2019: Leila Arabi (als Fariba) in Infidel – Gefangener. Gläubiger. Kämpfer.
- 2019: Brenna D’Amico (als Jane) in Descendants 3 – Die Nachkommen
- 2020: Ana de Armas (als Marta Cabrera) in Knives Out – Mord ist Familiensache
- 2020: Juliene Joyner (als Mary) in Unhinged – Außer Kontrolle
- 2020: Juliana Canfield (als Amanda) in On the Rocks
- 2020: Katrina Norman (als Isabella Voltaic) in Money Plane – Raubzug über den Wolken
- 2020: Daisy Badger (als Dr. Becky) in Ein Geschenk von Bob
- 2020: Amali Golden (als Yolanda) in Black Water: Abyss
- 2021: Tawny Newsome (als Brooke) in Vacation Friends
- 2021: Tawny Newsome (als Celine) in How It Ends
- 2022: Jessica Williams (als Professor Eulalie „Lally“ Hicks) in Phantastische Tierwesen: Dumbledores Geheimnisse

### Serien
- 2009–2010: Kaori Shimizu (als Asuka) in InuYasha: The Final Act (2 Episoden, Synchro 2018)
- 2010–2015: Chandler Patton (als Maya) in Justified (Episode 6x10)
- 2010–2015: Karishma Ahluwalia (als Yesenia) in Hot in Cleveland (1 Episode)
- 2011–2019: Aisling Franciosi (als Lady Lyanna Stark) in Game of Thrones (2 Episoden)
- 2013: Chantal Maurice (als Kassiererin) in The Blacklist (1 Episode)
- 2014–2020: Tasya Teles (als Echo) in The 100 (44 Episoden)
- 2014: Kisha Sierra (als Colleen) in Star-Crossed (Episode 1x07)
- 2014: Alex ter Avest (als Lessley) in Star-Crossed (Episode 1x04)
- 2014: Emilia Ares (als Layla) in Bosch (3 Episoden)
- 2014: Katie Elinoff (als Regalauffüllerin) in Olive Kitteridge
- 2014–2019: Cherish Monique Duke (als Fan #1) in Jane the Virgin (1 Episode)
- 2014–2019: Rachel DiPillo (als Andie) in Jane the Virgin (3 Episoden)
- 2014–2019: Becki Dennis (als Justine) in Jane the Virgin (1 Episode)
- 2014–2021: Vanessa Born (als Gladys Rodriguez) in Bosch (3 Episoden)
- 2015–2018: Saira Choudhry (als PC Tegan Thompson) in No Offence
- 2015: Eva Day (als Sara) in The Returned (1 Episode)
- 2015–2017: Brenna D’Amico (als Jane) in Descendants – Verhexte Welt
- 2016: Sofia Black-D’Elia (als Andrea Cornish) in The Night Of – Die Wahrheit einer Nacht (5 Episoden)
- seit 2016: Maho in Pokémon Sun & Moon
- 2016: Kandis Mak (als Shift Nurse) in Rush Hour (1 Episode)
- 2016–2019: Synnøve Karlsen (als Clarice de’ Medici) in Die Medici (16 Episoden)
- 2016–2018: Tristin Mays (als Brie) in Du wurdest getaggt (Synchro 2018, 3 Episoden)
- 2016–2018: Kezia Heppner (als Jules (mit 11 Jahren)) in Channel Zero (1 Episode)
- 2016–2018: Aisha Dee (als Jules Koja) in Channel Zero (6 Episoden)
- 2017–2018: Shazi Raja (als Amanda Neel) in Salvation (13 Episoden)
- 2017: Karen Isabel Rodriguez (als Natalie) in Chicago Justice (1 Episode)
- 2017: Minako Kotobuki (als Toole) in Fate/Apocrypha (6 Episoden)
- 2017: Hina Abdullah (als Naja Modi) in The Good Doctor (1 Episode)
- 2018–2019: Mariko Higashiuchi (als Aubrey Theiss) in Forest of Piano (Episode 21 & 24)
- 2018–2019: als Aoi Doi in Forest of Piano (Episode 21 & 22)
- 2018: Caitlin Fitzgerald (als Tabitha) in Succession (Episoden)
- seit 2018: Caitlin O’Ryan (als Lizzia Wemyss) in Outlander
- seit 2018: Asami Sanada (als Rani VIII.) in Fate/Extra
- 2019: Holly Taylor (als Becca) in The Unsettling (8 Episoden)
- 2019: Rose Matafeo (als Daisy) in Dead Pixels (Synchro 2021)
- seit 2020: Sandy Sidhu (als Nazneen Khan) in Nurses
- 2020: Shizuka Itō (als Hakkouchuu) in Super HxEros (Episode 1)
- 2020: Alycia Pascual-Pena (als Aisha Garcia) in California High School (10 Episoden)
- 2020: Gloria Carovana (als Cesaria) in Luna Nera
- 2020: Tiffany Boone (als Mia (jung)) in Little Fires Everywhere (2 Episoden)
- 2020: Emma Naomi (als Alice Mondrich) in Bridgerton (3 Episoden)
- 2021–2023: Taylor Misiak (als Ally Wernick) in Dave (Staffel 1)
- seit 2021: Leah Harvey (als Salvor Hadin) in Foundation
- 2021: Bria Samone Henderson (als Dr. Jordan Allen) in The Good Doctor (Staffel 4)
- 2021: Paulina Gaitán (als Mariana Zúñiga Lara) in Nicht meine Schuld: Mexiko (Staffel 1)
- 2021: Bethel Leslie (als Zoe) in Scott & Huutsch (1 Episode)
- 2021: Yuu Kobayashi (als Hrist) in Record of Ragnarok (4 Episoden)
- 2021: Veronica Hassan (als Jesica) in Paartherapie mal anders (6 Episoden)
- 2021: Allie Vasquez (als Ana) in Only Murders in the Building (1 Episode)
- 2021: Emily Chang (als Officer V. Chu) in Moskito-Küste (1 Episode)
- 2021: Toa Yukinari (als Natürliche Killerzelle) in Cells at Work! (Episoden 4–8)
- 2022: Skye Bennett (als Erin) in Suspicion (4 Episoden)
- 2022: Kim Min-ha (als Sunja (Erwachsene)) in Pachinko – Ein einfaches Leben

### Trailer
- Vaiana aus dem Kinofilm Vaiana (2016)

### Videospiele
- Brigitte Lindholm in Overwatch (2018)